# Argema elucidata
Argema elucidata är en fjärilsart som beskrevs av Karl Grünberg. Argema elucidata ingår i släktet Argema och familjen påfågelsspinnare. Inga underarter finns listade i Catalogue of Life.